# چارلز فوربس رنه دو مونتالمبرت

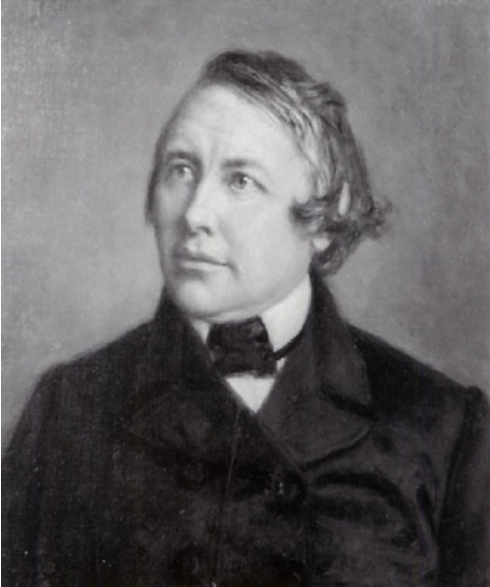
چارلز فوربس، کونت دو مونتالمبرت، نقاشی اثر جرج پیتر الکساندر هیلی در ۱۸۵۵ میلادی

چارلز فوربس رنه دو مونتالمبرت (به فرانسوی: Charles Forbes René de Montalembert‎) (تلفظ فرانسوی: [ʃaʁl fɔʁb ʁəne də mɔ̃talɑ̃bɛʁ]،‏ ۱۵ آوریل ۱۸۱۰ در لندن – ۱۳ مارس ۱۸۷۰ در پاریس)، یک چهره عمومی، مورخ و کنت «مونتالمبرت در دوسور» و نماینده برجسته کاتولیک لیبرال فرانسوی بود.

## خانواده
چارلز فوربس رنه دو مونتالمبرت که در ۱۵ آوریل ۱۸۱۰ میلادی به دنیا آمد، اصالتاً فرانسوی و اسکاتلندی بود. پدرش، مارک رنه، به خانواده آنگوموا تعلق داشت که ریشه آن‌ها به قرن سیزدهم میلادی برمی‌گشت. این در حالی است که منشورها، تاریخچه خانواده را حتی تا دو قرن قبل از آن نشان می‌دهند. برای چندین نسل، این خانواده چه در ارتش و چه در زمینه علم متمایز بود. مونتالمبرتت ارشد، زیر نظر Condé جنگیده بود و متعاقباً در ارتش بریتانیا خدمت کرد. او با «الیزا رز فوربس» ازدواج کرد که پدرش، جیمز فوربس، از یک خانواده بسیار قدیمی پروتستان اسکاتلندی بود. چارلز، پسر ارشد آن‌ها در لندن به دنیا آمد. در بازگشت بوربون‌ها به سلطنت فرانسه در سال ۱۸۱۴ میلادی، مارک رنه به فرانسه بازگشت، در سال ۱۸۲۰ میادی به مقام سناتوری رسید و در سوئد سفیر شد، جایی که چارلز تحصیلات خود را در سال ۱۸۲۶ میلادی به پایان رساند.

## حرفه

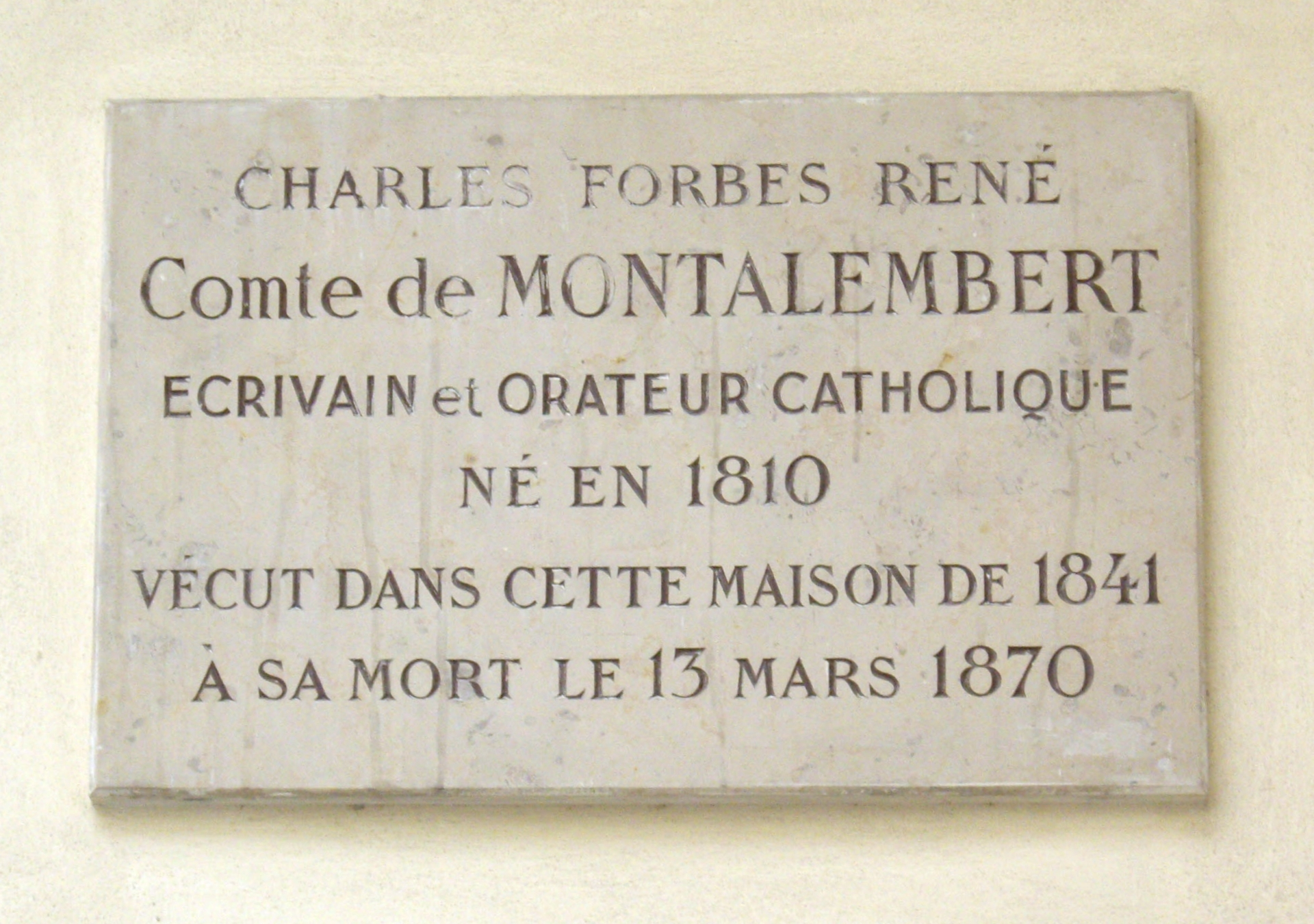
لوح یادبودی برای چارز مونتالمبرت، بن‌بست پنجم والمی، پاریس 7

سال‌های اولیه زندگی مونتالمبرت در انگلستان سپری شد، جای که او عمدتاً توسط پدربزرگش بزرگ شد. پدربزرگش گرچه پروتستان بود، اما او را تشویق به پیروی از دین پدرش کرد. در سال ۱۸۱۹ میلادی، در «لیسه بوربن» و «کالج سن باربه» در پاریس تحصیل کرد. در سال ۱۸۲۹ میلادی، او یکی از همکاران مجله «مخبِر» بود. وی در سپتامبر و اکتبر ۱۸۳۰ میلادی، به ایرلند سفر کرد و در آن‌جا با «دانیل اوکانل» ملاقات کرد. وقتی فهمید که «مجلس عوام» ، «لایحهٔ رهایی ایرلند» را تصویب کرده، او در فکر کمک به هدفی بود که اوکانل با نوشتن تاریخ ایرلند برای آن تلاش می‌کرد.
چارلز دو مونتالمبرت، در هنگام مرگ پدرش در سال ۱۸۳۱، کم‌تر از بیست و پنج سال سن داشت؛ بنابراین خیلی جوان بود و نمی‌توانست به عنوان همتای پدر بر تخت بنشیند؛ اما حقوق دیگری برای او محفوظ ماند. این امر همراه با فعالیت ادبی و فکری‌اش، او را به فردی با اهمیت تبدیل کرد. او یک لیبرال به معنای انگلیسی بود و با رژیم جدید فقط در خصوص مسائل مذهبی مخالف بود. چارلز سیاست میانگین طلایی لوئی فیلیپ را تأیید می‌کرد. او آرزو داشت کلیسا را از کنترل دولت رها کند و در همین راستا به انحصار آموزش عمومی حمله کرد. در پی این اقدام، موقعیت پادشاهی مستحکم شد. این طرح اخیر برای اولین بار زمانی که مونتالمبرت به‌طور رسمی به تدریس بدون جواز متهم شد، مورد توجه عموم قرار گرفت. او مدعی حق محاکمه توسط همتایان خود شد و دفاعی قابل توجه با قصد اعتراض عمدی در سال ۱۸۳۲ میلادی انجام داد.
از سوی دیگر، او فکر می‌کرد که کلیسا نباید سرسختانه با ایده‌های جدید مخالفت کند. او مشتاقانه وارد برنامه‌های دوستانش، لامنه و «لاکور» شده بود و در روزنامه «آینده»‏ با آن‌ها همکاری کرد. او به‌ویژه در «آینده»، با مبارزات خود به نفع آزادی برای ایرلند و لهستان برجسته شد و به دلیل همین کار تبریکاتی را از سوی ویکتور هوگو و آلفرد دو وینی دریافت کرد. در سال ۱۸۳۱ میلادی به فکر رفتن به لهستان و پیوستن به شورشیان آنجا افتاد. او در راه اندازی کتابخانه لهستان در پاریس و انجمن ادبی مرتبط با آن برای «مهاجرت بزرگ» به فرانسه نقش داشت.
حزب اولترامونتانه با جسارت مونتالمبرت و دو دوستش که بعدتر به رم رفتند، به هیجان درآمد. آن‌ها نتوانستند اقداماتی را که کوریا روم علیه «آینده» انجام داد، کم اثر کنند. دکترین‌های آن در دو «بخشنامه پاپ» ، با عناوین «Mirari vos» در ۱۸۳۲ میلادی و «Singulari Nos» در ۱۸۳۴ میلادی محکوم شدند و مونتالمبرت نیز تسلیم شد. وی در سال ۱۸۳۵ وارد مجلس نمایندگان شده و شایستگی‌اش به زودی او را به شهرت رساند. او بر لیبرالیسم اولیه خود تمرکز کرد و در سال ۱۸۴۸ میلادی شاهد پایان حکومتی بود که همیشه نسبت به آن حالت خصمانه‌ای داشت. در سال ۱۸۴۸ میلادی عضو مجلس نمایندگان شد. او ابتدا به حمایت از ناپلئون سوم تمایل داشت، اما به زودی با سیاست‌های او بیگانه شد. مونتالمبرت تا سال ۱۸۵۷ میلادی در مجلس ماند و در همان سال مجبور شد بازنشسته شود و به زندگی خصوصی‌اش بازگردد. او هنوز به عنوان مخالف سرسخت امپراتوری شناخته می‌شد. در همین حال، عقاید لیبرالی چارلز، از او یک دشمن آشتی ناپذیر در میان اولترامونتانیست‌ها ساخته بود. «لویی ویلیو» در مقاله خود با عنوان «جهان مذهبی» با او مخالفت کرد. در سال ۱۸۵۵ میلادی، مونتالمبرت با زنده کردن مقالهٔ مروری که مدتی انتشار آن متوقف شده بود، در «مخبر» به آن‌ها پاسخ داد. او از این کار برای مبارزه با حزب ویلیو و لیبرال‌های چپ افراطی بررسی دو جهان استفاده کرد.
در یک کنگره مشهور کاتولیک در مالینز بلژیک در سال ۱۸۶۳ میلادی، مونتالمبرت دو سخنرانی طولانی در مورد لیبرالیسم کاتولیک ارائه کرد. او هم‌چنین از حامیان سرسخت استقلال آموزش از دولت بود:
من نمی‌خواهم از سوی دولت مجبور شوم آنچه را که معتقد است درست باور کنم؛ زیرا دولت، قاضی حقیقت نیست. با این حال، دولت موظف است از من در عمل به حقیقتی که انتخاب می‌کنم محافظت کند؛ یعنی انجام اعمال دینی که آن‌ها را قبول دارم. این همان چیزی است که آزادی دینی را در دولت مدرن تشکیل می‌دهد، که دولت آزاد موظف است نه تنها برای هر شهروند خاص، بلکه برای گروه‌هایی از شهروندانی که برای اظهار و تبلیغ عقیده خود به هم پیوسته‌اند، احترام بگذارد و امنیت آن‌ها را تضمین کند؛ یعنی برای موسسات، انجمن‌ها و کلیساها.
چارلز علاقه زیادی به آغازگران امپراطوری لیبرال داشت. او ارتباط خود را با «پره هیاسینت لویسون» و «لامنیس» داشت قطع کرد و همان‌طور که انتظار می‌رفت، تسلیم شورا شد. این آخرین سقوط او بود. مونتالمبرت به دلیل حمایت از آزادی مذهبی در آموزش، به‌طور فزاینده‌ای از نظر سیاسی منزوی شد و از سوی کلیسا به دلیل دیدگاه‌های لیبرال خود به حاشیه رانده شد.
شارل دو مونتالمبرت در سال ۱۸۷۱ میلادی درگذشت.

## ازدواج
مونتالمبرت با «مله دو مرود» ، دختر «فلیکس دو مرود» ازدواج کرد. دختر او با «ویکومت دو میو» ، سیاست‌مدار کاتولیک رومی و نویسنده برجسته ازدواج کرد؛ بنابراین او شوهر هم‌شیره پیشوای بلژیکی و دولتمرد پاپ، «خاویر دو مرود» بود.
مونتالمبرت دوست صمیمی «ادوین ویندهام کوئین» ، «ارل دانراون» سوم و «مونت ارل» بود که با آن‌ها در سال ۱۸۶۲ میلادی به اسکاتلند سفر کرد و در سفر بازگشت خود در قلعه دانراون اقامت کرد. ویسکونت سال بعد با مونتالمبرت به سوئیس سفر کرد و در بازگشت در «مایشه، داوبس» (مِلک مونتالمبرت در شهر) اقامت کرد.

## نویسندگی

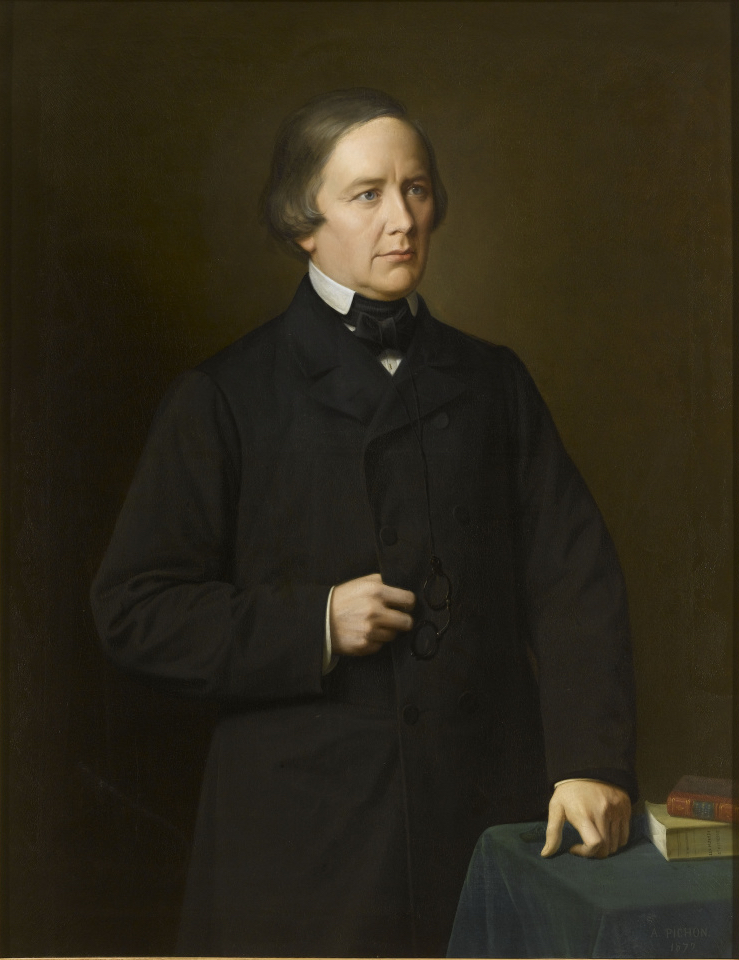
چارلز فوربس رنه دو مونتالمبرت، نقاشی مربوط به سال ۱۸۷۹ میلادی

مونتالمبرت علاوه بر این که یک خطیب شیوا با سبک نوشته‌هایش نیز زیبا، آتشین و مسلکی بود. او دانشجوی پرشور قرون وسطی بود، اما شور و شوق قرون وسطایی او به شدت با احساسات مذهبی گره خورده‌است. اولین اثر تاریخی او، زندگی سنت الیزابت مجارستانی‏ (۱۸۳۶ میلادی)، بیش از آنکه مطلبی تاریخی باشد، یک بیانیهٔ مذهبی است و برای بازگرداندن موقعیت هاژیوگرافی بسیار مفید واقع شد. این اثر با موفقیت زیادی روبرو شد، اما مونتالمبرت تا سال ۱۸۵۱ میلادی، پس از سقوط سلطنت ژوئیه، به عضویت فرهنگستان فرانسه انتخاب نشد.
از این زمان، مونتالمبرت بیشتر توجه خود را به کار بزرگی در غرب معطوف کرد. او در ابتدا جذب شخصیت سنت برنارد شد و یک جلد را به او اختصاص داد. او بعداً به توصیه دوستش دوپانلوپ از ادامه کار صرف‌نظر کرد و کل چاپ از بین رفت. سپس نقشهٔ اولیه خود را بزرگ‌تر کرد و اولین مجلدات «راهبان غربی»‏ (۱۸۶۰ میلادی) را منتشر کرد، اثری شیوا که در محافلی که به زبان، بیش از یادگیری توجه می‌شد، با تحسین فراوان روبرو گشت. این اثر که در زمان مرگ نویسنده ناتمام مانده بود، بعدها براساس چند قطعه طولانی یافت شده در میان مقالاتش تکمیل شد. جلدهای ششم و هفتم در سال ۱۸۷۷ میلادی ظاهر گشتند.
او نیز مانند شاتوبریان، سوابق محرمانه‌ای (اکنون منتشر شده) از آشنایی‌ها، دعوت‌نامه‌ها و اعلان‌های فوت را نگهداری می‌کرد.

## ارجاعات
1. 1 2 3 4 5 6 7 8  Chisholm 1911.
2. 1 2 3  Goyau, Georges. "Comte de Montalembert." The Catholic Encyclopedia Vol. 10. New York: Robert Appleton Company, 1911. 21 November 2015
3. ↑  Reynolds, Francis J., ed. (1921). "Montalembert, Charles Forbes René, Comte de" . Collier's New Encyclopedia. New York: P. F. Collier & Son Company.
4. 1 2  "Charles le Comte de Montalembert", The Acton Institute, 20 July 2010